# 多明戈·福斯蒂诺·萨米恩托
多明戈·福斯蒂诺·萨米恩托（西班牙語：Domingo Faustino Sarmiento；1811年2月15日—1888年9月11日），阿根廷政治家、作家、教育家。阿根廷总统，共濟會会员。
萨米恩托出身貧苦，靠自學獲得淵博的知識。因反对考迪罗胡安·曼努埃尔·德·罗萨斯的统治曾于1831年至1836年、1839年至1851年两度流亡智利。1850年參加烏爾基薩的反罗萨斯的軍隊，後因與烏爾基薩政見不合，於1852年第三次旅居智利。1855年回國，先后任职于布宜诺斯艾利斯省府、圣胡安省，1864年起，先後任阿國駐智利、秘魯和美國的外交使節。1868至1874年任阿根廷總統。1875年被選為參議員，1881年擔任全國教育最高總監，晚年侨居巴拉圭並於当地逝世。
萨米恩托长期从事教育事业，曾在阿根廷、智利担任教职，担任外交使节期间也曾赴欧美诸国考察，其主张实证主义，透过西欧、北美先进的教育制度实现阿根廷的现代化，亦支持在阿根廷普及公共教育，提升國民素质，其教育理念多见诸由后人编辑出版的著述。並被誉为阿根廷“民族教育之父”。

## 生平

### 早年
多明戈·福斯蒂诺·萨米恩托于1811年2月15日出生于阿根廷圣胡安卡拉斯卡尔的一户贫苦人家:11。他的父亲是何塞·克莱门特·基罗加·萨米恩托·富内斯（José Clemente Quiroga Sarmiento y Funes），阿根廷獨立戰爭期间曾在军队服役，负责将战俘送回圣胡安:31。他的母亲保拉·索伊拉·德阿尔瓦拉辛·伊拉萨瓦尔（Doña Paula Zoila de Albarracín e Irrazábal）是一位非常虔诚的天主教徒，她很小的时候就失去了父亲，并以织布为生。1801年9月21日，何塞和保拉结婚，婚后生育了15个子女，其中有9个早夭，而多明戈是他们唯一活到成年的儿子:24，对于自己年少时的家庭状况，萨米恩托曾回忆道：
我出生在一个长期生活在贫困边缘的家庭，这个家庭至今仍然是贫穷户。我的父亲是一个好人，除了在独立战争中担任过下级职务外，他的一生并没有什么特别之处...我的母亲是最纯粹的基督徒，对她来说，对上帝的信仰永远是解决生活中所有困难的答案。
他受洗的名字是福斯蒂诺·瓦伦丁·基罗加·萨米恩托（Faustino Valentín Quiroga Sarmiento）。一些来源称，“多明戈”这个名字是在后面加的，因为并没有显示在出生证上。另一些证据显示他的家庭或朋友当中没有人叫做“瓦伦丁”，所以这个名字是来自同名的圣人。而福斯蒂诺这个名字是因为出生当日是福斯蒂诺日。
四岁时，萨米恩托在父亲及叔父何塞·欧弗拉西奥·基罗加·萨米恩托教他读书，其中后者后来成为了库约地区的主教:35。姨父多明戈及何塞·德奥罗也对年幼的萨米恩托产生了影响，他们是胡安·曼努埃尔·德罗萨斯的支持者，虽然萨米恩托没有追随德奥罗支持罗萨斯，但他学会了德奥罗正直和诚实的为人，以及其擅长的学术和演讲技巧:26:270-271:186。1816年，五岁的萨米恩托开始就读于祖国小学（La Escuela de la Patria），在校期间，他表现优异，并曾得到学校“第一公民”（Primer Ciudadano）的称号:36。完成小学学业后，萨米恩托的母亲希望他去科尔多瓦当神父，为此，他花了一年时间学习《圣经》，虽然小时候在教会帮助叔父基罗加做教堂礼拜，但萨米恩托很快就对宗教和学校教育感到厌倦，并开始与一群好斗的孩子交往:37-38。1821年，萨米恩托的父亲把他送进了洛雷托神学院，但不知何故，他并没有进入神学院，而是回到了圣胡安就读中学:44，并在就读期间掌握了拉丁文。1823年，国务部长贝纳迪诺·里瓦达维亚宣布，各省可以选拔本省六名最优秀的学生到布宜诺斯艾利斯的道德科学学院（Colegio de Ciencias Morales de Buenos Aires，即今布宜诺斯艾利斯国立学院）深造，选拔透过抽签进行，成绩优秀的萨米恩托并不在被抽中的学生之列，从而与国立学院提供的名额失之交臂:45。

### 首次流亡
1826年，贝纳迪诺·里瓦达维亚出任拉普拉塔河联合省主席，他主张由较开化的布宜诺斯艾利斯管理内地各省，但其政策脱离了阿根廷社会现实，激起了各省的愤怒，并引发了内战。并由此产生了两个对立的群体，其中一派主张阿根廷实行单一制、建立强大的中央集权政府，这个派系多由富裕且受过良好教育的人士组成，其中便包括萨米恩托；与他们相对立的是邦联派，他们主要居住在农村地区，倾向于拒绝欧洲习俗，他们的队伍中包括曼努埃尔·多雷戈和胡安·法昆多·基罗加等人，他们支持一个松散的邦联，在邦联之下，各省享有较多的自治权:171:28-29。两派人马对于里瓦达维亚政府的看法不一。对于萨米恩托等单一制支持者来说，里瓦达维亚的政策有助于阿根廷的文明开化，他建立了一所由欧洲人担任教职的大学，并支持在农村推广公共教育。他还支持戏剧和歌剧团体、出版社和博物馆的成立。这些政策被一神论者视为文明的积极影响，但它们却惹恼了邦联派人士，因为普通劳动者的工资受到政府限制难以增长，里瓦达维亚政府还时常以流浪罪逮捕高乔人，并强迫他们参与无偿的公共工程建设:172。

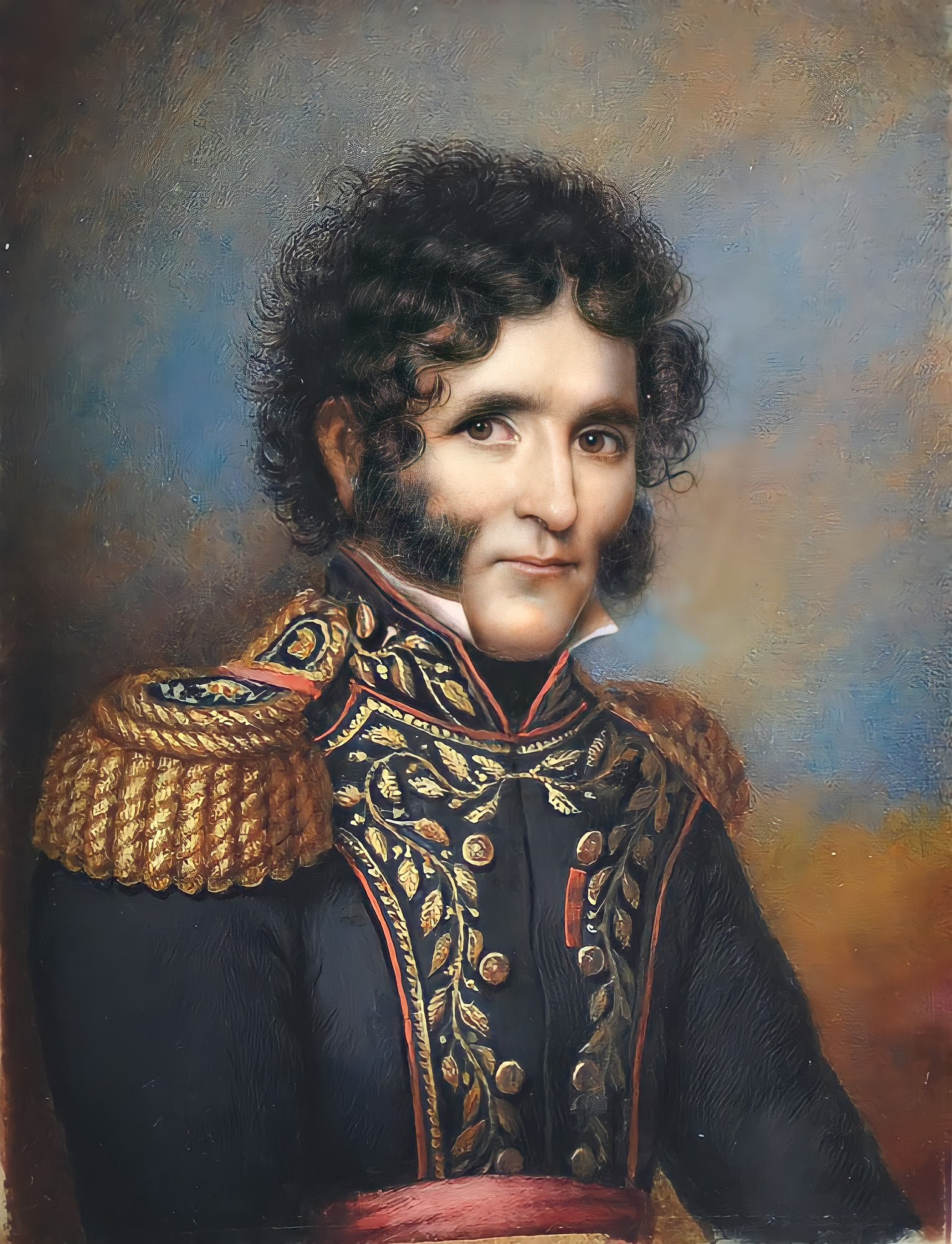
考迪罗法昆多·基罗加，萨米恩托代表作《法昆多—野蛮与文明》的灵感来源人物

1827年，单一派受到邦联派的挑战。里瓦达维亚辞职后，曼努埃尔·多雷戈出任布宜诺斯艾利斯省省长，他很快与巴西达成和平协议，但回到阿根廷后，属于单一派的将军胡安·拉瓦列推翻并处决了他，亦解散了立法机构。但拉瓦列随即被胡安·曼努埃尔·德·罗萨斯和埃斯塔尼斯劳·洛佩斯领导的高乔人部队推翻。1829年12月，拉瓦列解散的旧立法机构重新成立，并任命罗萨斯为布省省长，此后，罗萨斯便长期统治着阿根廷，直到1852年被推翻流亡海外:173:29-33。
1827年，萨米恩托因从事反邦联派的军事活动，被迫和姨父何塞·德奥罗一起离开家乡:15。何塞·德奥罗是一名神父，曾参加何塞·德圣马丁将军领导部队，并在查卡布科戰役中击败了西班牙帝国军:47。萨米恩托和德奥罗一起去了圣路易斯省的圣弗朗西斯科德尔蒙特德奥罗，并开始在镇上唯一的学校教书。同年晚些时候，萨米恩托的母亲写信规劝他回家，但遭到拒绝，随后，他父亲回信说要来接他，并说服圣胡安省长将萨米恩托送到布市的道德科学学院学习，之后，他才回到圣胡安:49。但就在萨米恩托回到圣胡安后不久，当地便遭受了考迪罗法昆多·基罗加及其部队的烧杀抢掠，他们为非作歹的形象给萨米恩托留下了深刻而痛苦的记忆，对此，历史学者威廉·卡特拉（William Katra）指出，在萨米恩托看来，基罗加取得对圣胡安省的控制权，无疑等同于邪恶化身对文明社会的强奸:29。
由于政局动荡，萨米恩托也无法在布宜诺斯艾利斯上学，因此他选择对抗基罗加，并加入了单一派军队，但最终没能避免基罗加占领圣胡安，他也因此遭到软禁:77，旋即被释放，并加入了一位单一派关键人物何塞·玛丽亚·帕斯将军的军队，继续对抗基罗加，但基罗加的部队势如破竹，帕斯将军的主要盟友均遭击败，其中也包括圣胡安的省长，因此，萨米恩托被迫于1831年逃往智利:62-65。
萨米恩托在智利生活了五年后才回到阿根廷:10。当时，智利政局稳定，并以井然的社会秩序、完备的宪法组织和言论自由而闻名。他曾担任学校教师、商店职员和矿工。在洛斯安第斯居住期间，萨米恩托在学校任教，他透过音节方法教授学生识字，他还与自己的学生玛丽亚·赫苏斯·德尔·坎托坠入爱河，并生了一个名叫安娜·福斯蒂娜的私生女。但他创新的教学风格得罪了洛斯安第斯的省长，并因此遭到学校解雇:190。对于遭解雇感到不满的萨米恩托便搬到邻近的波库罗小镇，在那里开设了一家酒吧，但酒吧随后便发生了醉酒事件，他因此受到波库罗镇长的斥责，而这也给他带来了损失，他被迫搬到了瓦尔帕莱索，在那里担任售货员，后来，受到智利淘银热诱惑的萨米恩托搬到了北部的查尼亚西略，成为某个银矿的工头，但就在1836年，他染上了伤寒，他的家人不得不请求圣胡安省长准许他归国:190-191。

### 返国与再次流亡

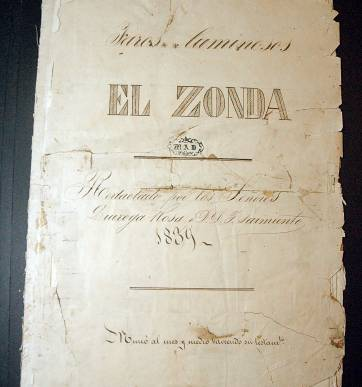
萨米恩托创办的《热风》杂志

1836年，身患重病的萨米恩托回到圣胡安，当时，他的家人和朋友以为他会死去，但他康复了，在康复後，他开始教镇上的孩子绘画，并透过担任诉讼辩护人赚取额外的收入，他还结识了从欧洲返国的曼努埃尔·基罗加·罗萨斯，在后者那里阅读了大量欧洲文艺作品，其中不乏文艺评论、戏剧、诗歌及史学研究，增长了见闻:32。与此同时，萨米恩托开始与埃斯特万·埃切维里亚、胡安·包蒂斯塔·阿尔韦迪等青年作家交往。这些作家鼓动社会变革，倡导国家采取单一制、建立社会精英为核心的宪政体制、推动自由贸易、言论自由、发展国民教育:7-9。随着时间的推移，萨米恩托成为了他们创办的文学沙龙“1837年一代”最热心的支持者之一:41。
萨米恩托还创办了一所女子学校，名为圣罗莎高中，致力于提高女性的教育程度，他的姨母特兰西托及姐姐比恩韋妮達则负责教授女學生:16:32-33。除了学校之外，他亦与志同道合者创办了一个文学协会以及一本名为《热风》的反邦联主义杂志，但订阅者不多，圣胡安省府也不喜欢萨米恩托对当局批评，对杂志进行了审查，亦征收了高额税款，萨米恩托也被迫在六周後停止出版该杂志:17。1840年，圣罗莎高中第一个学年将结束时，胡安·曼努埃尔·德罗萨斯下令逮捕所有的单一派人士，萨米恩托也遭到逮捕，并被冠以莫须有的罪名，为了避免他遭到私刑折磨，圣胡安省长纳萨里奥·贝纳维德斯决定让萨米恩托离开阿根廷，前往智利:33-34。
第二次来到智利後，在时任教育部长曼努埃尔·蒙特的支持下，萨米恩托于1842年创办了智利也是西语美洲第一所师范学校，以培养合格的教师，提高该国基础教育水准，他本人也编纂了数部教材:16-17，萨米恩托还曾批评修辞语法典籍古板且束缚人性，从而引发了他与聖費利佩大學（今智利大学）校长安德烈斯·贝略的论争，两人从文学到哲学、语言學到伦理学进行了争论，最终贝略不敌萨米恩托，退出了战斗，而他的门生荷西·維多利諾·拉斯塔利亞则倒向了萨米恩托一方。同时，萨米恩托也开始为瓦尔帕莱索的《水星日報》:37、《进步日报》撰稿，为那些受到罗萨斯迫害的人辩护，其中在《进步日报》发表的《法昆多：文明與野蠻》也是他的代表作，但萨米恩托批评罗萨斯政权的文字过于尖锐，甚至引起了罗萨斯本人的不满，他要求将萨米恩托引渡回国加以惩罚，为了改善与阿根廷的外交关系，智利政府于1845年将萨米恩托派往各国考察不同的教育体系。
萨米恩托便离开智利，先后考察了法国、西班牙、意大利、普鲁士德国、瑞士等国，但欧洲的保守政局令他感到失望，他曾经认同的法国政治家弗朗索瓦·基佐也成为了罗萨斯政权的支持者，当他回到西半球时，旅费只剩下600美元，他便将考察的重心放在美国，游历美国东部，美国的开放自由、共和精神令萨米恩托深受震撼，在是次考察中，他还得到了教育家贺拉斯·曼的接见，并接受其建议，贺拉斯的教育理念也一定程度上完善了萨米恩托的教育理念，为日后在阿根廷推行奠定了基础:14-16。回到智利後，薩米恩托於1848年向教育部長提交了考察報告。在報告中，他主张智利的公共教育也应效法美国，培养民众的公民意识，其考察报告一年後也汇编成《論大眾教育》一書。与此同时，他娶了同样来自智利的寡妇貝妮塔·阿古斯蒂娜·馬丁內斯為妻，並收养了她的儿子多明哥·斐代爾·卡斯楚:10。
萨米恩托亦繼續从事反對羅薩斯的運動，創辦了報紙《論壇報》、《紀事報》以支持曼努埃爾·蒙特参选智利總統，蒙特也在1851年胜选。他还在1850年出版了《外省回憶》、《拉普拉塔河邦聯首都或白银国》，提出了自己的政治主张、历史使命，以及其對阿根廷國體的构想:173-176，另一方面，乌尔基萨於1852年在卡塞羅斯戰役中击败了罗萨斯，迫使后者辞职並流亡英国。

## 作品

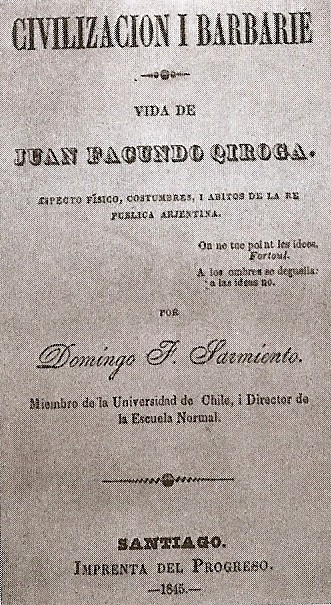
《法昆多》的封面

多明戈·福斯蒂诺·萨米恩托早年熟读欧洲文学作品，其思维模式、理念具有理性主义特点，但他的文学作品则具有浪漫主义色彩，他也因此成为拉丁美洲浪漫主义文学的代表性作家之一。在19世纪初期，拉丁美洲文坛深受古典主義及浪漫主義之影響，但安德烈斯·贝略等早期浪漫主义诗人仍然在理论上支持西班牙的古典主义，认为文学运动应该由贵族精英主导，而主张法国浪漫主义的萨米恩托则反对因袭西班牙文学传统，二人爆发论战，随着贝略门生荷西·維多利諾·拉斯塔利亞的倒戈，最终，萨米恩托所代表的浪漫主义击败了贝略的古典主义，成为19世纪中后期拉丁美洲文坛的主要流派。
萨米恩托的代表作是小说《法昆多》，这部作品叙述了考迪罗法昆多·基罗加的一生，也描写了阿根廷的地理风貌、风土人情，并藉此谴责了独裁者罗萨斯的暴政。在《法昆多》中，萨米恩托还将世界按照文明与野蛮分为两类，一类是象征文明的北欧、北美、城市、单一制及其支持者里瓦达维亚、帕斯等人，而相对的，另一类就是象征野蛮的拉丁美洲、西班牙、亚洲、中东、乡村、邦联主义及其支持者罗萨斯、法昆多等人，萨米恩托对他们加以挞伐:177，而他在《法昆多》中对于文明开化的推崇，也成为他当选总统後大力引进欧洲移民的思想渊源:17-18:181。《法昆多》在用词上通俗易懂，打破了以王公贵族为主人公的创作旧例，引入了平民、士兵、美洲原住民等人物角色，人物思想也有别于古典主义作品內文质彬彬的人物，较为生动而活跃。学者方瑛亦将其與埃斯特萬·埃切維里亞的《屠場》、何塞·马莫尔的《阿玛莉亚》合称为拉丁美洲浪漫主义文学三大杰作
- 《關於公眾教育》（1849）
- 《外省回憶》（1850）
- 《格蘭德軍隊的戰役》（1852）
- 《一百零一夜》（1853）
- 《美洲青年團結的基礎》（1860）
- 《美洲的種族衝突與和諧》（1883）
- 《多明吉托的生平》（1886）